# Rinorea thomensis
Rinorea thomensis és una espècie de planta amb flor que pertany a la família de les violàcies. És endèmica de São Tomé i Príncipe.

## Hàbitat i ecologia
La major part del bosc original per sota dels 1.500 m va ser aclarit en la primera meitat del segle xx.